# 2 euro commemorativi
     da 37 a 40
     da 33 a 36
     da 29 a 32
     da 25 a 28
     da 21 a 24
     da 17 a 20
     da 13 a 16
     da 9 a 12
     da 5 a 8
     da 1 a 4
     non parte della zona euro

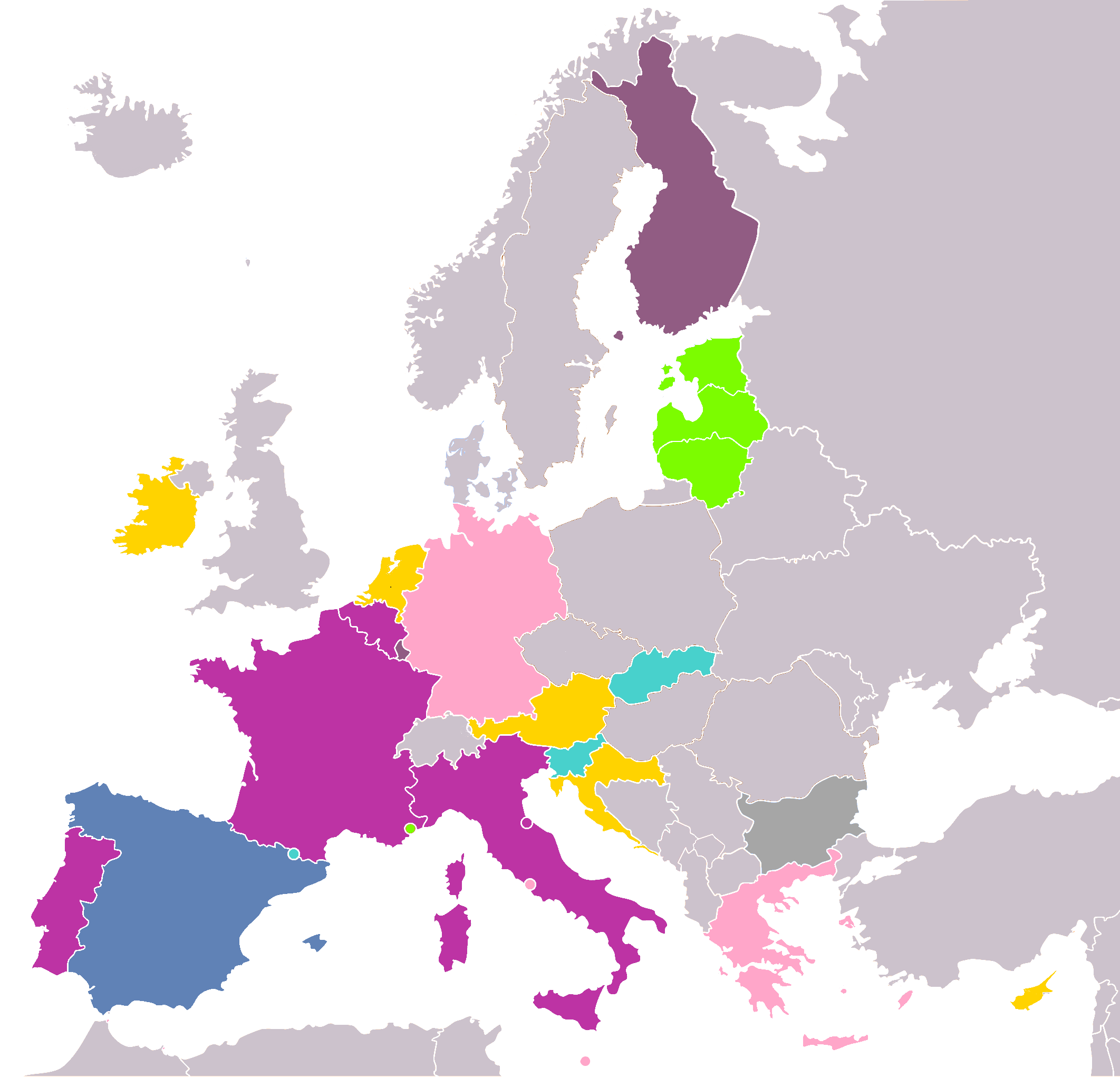
Numero di monete da 2 euro commemorative emesse da ciascun paese (situazione al)
da 37 a 40
da 33 a 36
da 29 a 32
da 25 a 28
da 21 a 24
da 17 a 20
da 13 a 16
da 9 a 12
da 5 a 8
da 1 a 4
non parte della zona euro

Le monete commemorative da 2 euro sono monete speciali coniate e messe in circolazione a partire dal 2004 dai Paesi membri della zona euro e dai microstati che hanno stipulato convenzioni monetarie con i Paesi della Zona Euro; si tratta di monete aventi corso legale e destinate al normale circolo (escludendo piccole quantità inserite in folder ufficiali). Tali monete vengono solitamente emesse per commemorare anniversari di eventi storici o per porre in risalto eventi attuali di particolare importanza.
Fino al 2023, sono state coniate 513 varianti di monete commemorative da 2 euro. Finlandia, Italia, Lussemburgo, San Marino e Città del Vaticano sono gli unici paesi ad aver emesso almeno una moneta commemorativa ogni anno.
Le monete da 2 euro commemorative sono diventate oggetto di collezione. Non devono però essere confuse con le monete da collezione non ordinarie (con un valore facciale diverso dagli otto tagli ufficiali destinati alla circolazione), che sono ufficialmente proposte come monete da collezione, spesso coniate con un metallo prezioso (oro e/o argento), e che sono spendibili solamente nel paese emittente.

## Regolamenti e restrizioni
Il conio delle monete commemorative deriva da una decisione del Consiglio europeo, che ha abrogato il divieto di cambiare il dritto nazionale delle monete in euro a partire dal 1º gennaio 2004. Tuttavia, sono in vigore alcune raccomandazioni e restrizioni.
Due restrizioni riguardano il disegno: la prima stabilisce che le monete devono continuare ad avere un rovescio comune, in modo tale che possa essere modificato solo il recto nazionale. La seconda restrizione, inoltre, disponeva che il dritto standard nazionale non doveva essere cambiato prima del 2008, a meno che il capo di Stato ritratto su alcune monete non fosse cambiato prima di allora (questa clausola ha avuto effetto per il Principato di Monaco e per la Città del Vaticano, i cui capi di Stato, rispettivamente Ranieri III e Papa Giovanni Paolo II, sono morti entrambi nel 2005 e i cui lati dritti nazionali sono stati modificati nel 2006).
Un'altra decisione ha aggiunto due ulteriori linee guida riguardanti il disegno delle monete: lo Stato che emette una moneta deve in qualche modo essere chiaramente identificato sul lato dritto, o illustrando il proprio nome per intero o con un'abbreviazione chiaramente identificabile di esso; inoltre nessun nome né denominazione della moneta deve essere ripetuto sul dritto, poiché compare già sul lato rovescio comune.
Queste restrizioni non sono applicate retroattivamente; solo i nuovi disegni (i lati dritti nazionali delle emissioni regolari degli Stati che hanno adottato da poco l'euro o di Stati della zona euro che cambiano il loro disegno e le monete da 2 euro commemorative emesse dal 2006 in avanti) sono soggetti ad esse. Tuttavia i cinque paesi i cui disegni hanno violato le regole (Austria, Belgio, Finlandia, Germania e Grecia) dovranno cambiare il loro disegno nel prossimo futuro, cosa che la Finlandia ha già fatto nel 2007 e il Belgio nel 2008.
Ulteriori disposizioni limitano la frequenza ed il numero di emissioni di monete commemorative. Inizialmente, ogni stato membro poteva emettere solamente una moneta commemorativa ogni anno (escluso il caso di emissione comune), ed essa doveva essere unicamente una moneta da 2 euro. Questa norma è stata modificata nel luglio del 2012, dando la possibilità agli Stati membri della zona euro di poter emettere due monete commemorative all'anno (escludendo eventuali emissioni obbligatorie). Contestualmente, è stata consentita l'emissione di una moneta commemorativa nel caso in cui vi sia una vacanza nella carica del Capo di Stato, anche se siano già state emesse le due monete commemorative consentite annualmente, purché si rispettino i limiti di volume previsti. In generale, il numero totale di queste monete messe in circolazione ogni anno non dovrebbe superare il maggiore dei due numeri seguenti:
- 0,1% del numero totale di monete da 2 euro messe in circolazione da tutti i membri della zona euro. Questo limite può essere eccezionalmente innalzato al 2% se la moneta commemora un evento molto importante e degno di nota; in questo caso, lo Stato membro che emette questa quantità maggiore di monete dovrebbe astenersi dal mettere in circolazione qualsiasi moneta commemorativa per i quattro anni successivi.
- 5% del numero totale di monete da 2 euro immesse in circolazione dallo Stato membro che emette la moneta commemorativa da 2 euro.[5]

## Emissioni
Tutti gli Stati hanno emesso indipendentemente almeno una moneta da 2 euro commemorativa: la Grecia è stata la prima nel maggio 2004. Nel 2007, 2009, 2012, 2015 e 2022 ci sono state inoltre cinque emissioni comuni per tutti gli Stati membri dell'eurozona.
| Nazione | Me                                                                        | (Mp) | '04 | '05 | '06 | 2007 | 2007 | '08 | 2009 | 2009 | '10 | '11 | 2012 | 2012 | '13 | '14 | 2015 | 2015 | '16 | '17 | '18 | '19 | '20 | '21 | 2022 | 2022 | '23 | '24 | '25  |
| Nazione | Me                                                                        | (Mp) | '04 | '05 | '06 | Reg. | TdR  | '08 | Reg. | UEM  | '10 | '11 | Reg. | 10°  | '13 | '14 | Reg. | 30°  | '16 | '17 | '18 | '19 | '20 | '21 | Reg. | 35°  | '23 | '24 | '25  |
| --- | ------------------------------------------------------------------------- | ---- | --- | --- | --- | ---- | ---- | --- | ---- | ---- | --- | --- | ---- | ---- | --- | --- | ---- | ---- | --- | --- | --- | --- | --- | --- | ---- | ---- | --- | --- | ---- |
| Andorra | 21                                                                        | (2)  |     |     |     |      |      |     |      |      |     |     |      |      |     | 1   | 2    |      | 2   | 2   | 2   | 2   | 2   | 2   | 2    |      | 2   | 2   | (2)  |
| Austria | 8                                                                         |      |     | 1   |     |      | 1    |     |      | 1    |     |     |      | 1    |     |     |      | 1    | 1   |     | 1   |     |     |     |      | 1    |     |     |      |
| Belgio | 34                                                                        |      |     | 1   | 1   |      | 1    | 1   | 1    | 1    | 1   | 1   | 1    | 1    | 1   | 2   | 1    | 1    | 2   | 2   | 2   | 2   | 2   | 2   | 1    | 1    | 2   | 2   | 2    |
| Cipro | 7                                                                         |      |     |     |     |      |      |     |      | 1    |     |     |      | 1    |     |     |      | 1    |     | 1   |     |     | 1   |     |      | 1    | 1   | 1   |      |
| Croazia | 4                                                                         | (1)  |     |     |     |      |      |     |      |      |     |     |      |      |     |     |      |      |     |     |     |     |     |     |      |      | 1   | 2   | 1(1) |
| Estonia | 18                                                                        |      |     |     |     |      |      |     |      |      |     |     |      | 1    |     |     |      | 1    | 1   | 1   | 2   | 2   | 2   | 2   | 2    | 1    | 1   | 1   | 1    |
| Finlandia | 39                                                                        |      | 1   | 1   | 1   | 1    | 1    | 1   | 1    | 1    | 1   | 1   | 1    | 1    | 2   | 2   | 2    | 1    | 2   | 2   | 2   | 1   | 2   | 2   | 2    | 1    | 2   | 2   | 2    |
| Francia | 33                                                                        | (1)  |     |     |     |      | 1    | 1   |      | 1    | 1   | 1   | 1    | 1    | 2   | 2   | 2    | 1    | 2   | 2   | 2   | 2   | 2   | 2   | 2    | 1    | 2   | 2   | 1(1) |
| Germania | 32                                                                        | (1)  |     |     | 1   | 1    | 1    | 1   | 1    | 1    | 1   | 1   | 1    | 1    | 2   | 1   | 2    | 1    | 1   | 1   | 2   | 2   | 2   | 1   | 1    | 1    | 2   | 2   | 1(1) |
| Grecia | 29                                                                        | (2)  | 1   |     |     |      | 1    |     |      | 1    | 1   | 1   |      | 1    | 2   | 2   | 1    | 1    | 2   | 2   | 2   | 2   | 2   | 1   | 1    | 1    | 2   | 2   | (2)  |
| Irlanda | 8                                                                         |      |     |     |     |      | 1    |     |      | 1    |     |     |      | 1    |     |     |      | 1    | 1   |     |     | 1   |     |     |      | 1    | 1   |     |      |
| Italia | 37                                                                        |      | 1   | 1   | 1   |      | 1    | 1   | 1    | 1    | 1   | 1   | 1    | 1    | 2   | 2   | 2    | 1    | 2   | 2   | 2   | 1   | 2   | 2   | 2    | 1    | 2   | 2   | 2    |
| Lettonia | 17                                                                        | (1)  |     |     |     |      |      |     |      |      |     |     |      |      |     | 1   | 2    | 1    | 2   | 2   | 2   | 1   | 1   | 1   | 1    | 1    | 1   | 1   | (1)  |
| Lituania | 18                                                                        | (1)  |     |     |     |      |      |     |      |      |     |     |      |      |     |     | 1    | 1    | 1   | 1   | 2   | 2   | 2   | 2   | 2    | 1    | 1   | 1   | 1(1) |
| Lussemburgo | 39                                                                        |      | 1   | 1   | 1   | 1    | 1    | 1   | 1    | 1    | 1   | 1   | 2    | 1    | 1   | 2   | 2    | 1    | 1   | 2   | 2   | 2   | 2   | 2   | 2    | 1    | 2   | 2   | 2    |
| Malta | 31                                                                        |      |     |     |     |      |      |     |      | 1    |     | 1   | 1    | 1    | 1   | 2   | 2    | 1    | 2   | 2   | 2   | 2   | 2   | 2   | 2    | 1    | 2   | 2   | 2    |
| Monaco | 15                                                                        | (1)  |     |     |     | 1    |      |     |      |      |     | 1   | 1    |      | 1   |     | 1    |      | 1   | 1   | 1   | 1   | 1   | 1   | 1    |      | 1   | 1   | 1(1) |
| Paesi Bassi | 9                                                                         |      |     |     |     |      | 1    |     |      | 1    |     | 1   |      | 1    | 2   | 1   |      | 1    |     |     |     |     |     |     |      | 1    |     |     |      |
| Portogallo | 34                                                                        | (1)  |     |     |     | 1    | 1    | 1   | 1    | 1    | 1   | 1   | 1    | 1    | 1   | 2   | 2    | 1    | 2   | 2   | 2   | 2   | 2   | 2   | 1    | 1    | 2   | 2   | 1(1) |
| San Marino | 33                                                                        |      | 1   | 1   | 1   | 1    |      | 1   | 1    |      | 1   | 1   |      | 1    | 1   | 2   | 2    |      | 2   | 2   | 2   | 2   | 2   | 2   | 2    |      | 2   | 2   | 2    |
| Slovacchia | 21                                                                        |      |     |     |     |      |      |     | 1    | 1    |     | 1   |      | 1    | 1   | 1   | 1    | 1    | 1   | 1   | 1   | 1   | 1   | 1   | 1    | 1    | 2   | 1   | 1    |
| Slovenia | 20                                                                        | (1)  |     |     |     |      | 1    | 1   |      | 1    | 1   | 1   |      | 1    | 1   | 1   | 1    | 1    | 1   | 1   | 1   | 1   | 1   | 1   | 1    | 1    | 1   | 1   | (1)  |
| Spagna | 26                                                                        |      |     | 1   |     |      | 1    |     |      | 1    | 1   | 1   | 1    | 1    | 1   | 2   | 1    | 1    | 1   | 1   | 2   | 1   | 1   | 1   | 2    | 1    | 2   | 2   | 1    |
| Città del Vaticano | 31                                                                        | (3)  | 1   | 1   | 1   | 1    |      | 1   | 1    |      | 1   | 1   | 1    |      | 2   | 1   | 1    |      | 2   | 2   | 2   | 2   | 2   | 2   | 2    |      | 2   | 2   | (3)  |
| Totale | 569                                                                       | (15) | 6   | 8   | 7   | 7    | 13   | 10  | 9    | 16   | 12  | 16  | 12   | 18   | 23  | 27  | 28   | 19   | 32  | 32  | 36  | 32  | 34  | 31  | 30   | 19   | 36  | 35  | 21   |
| \| Moneta/e emessa/e \| Reg. = emissione regolare (solo negli anni con emissioni comuni) \| \| Moneta facente parte di un'emissione comune \| TdR = emissione comune 50º anniversario dei Trattati di Roma \| \| Moneta/e programmata/e (n) \| UEM = emissione comune 10º anniversario dell'Unione economica e monetaria \| \| Moneta/e non emessa/e \| 10º = emissione comune 10º anniversario delle banconote e monete in euro \| \| non ancora parte della zona euro / non in grado di coniare monete \| 30° = emissione comune 30º anniversario della Bandiera europea \| \| \| 35° = emissione comune 35º anniversario del Programma Erasmus \| |                                                                           |      |     |     |     |      |      |     |      |      |     |     |      |      |     |     |      |      |     |     |     |     |     |     |      |      |     |     |      |
| Moneta/e emessa/e | Reg. = emissione regolare (solo negli anni con emissioni comuni)          |      |     |     |     |      |      |     |      |      |     |     |      |      |     |     |      |      |     |     |     |     |     |     |      |      |     |     |      |
| Moneta facente parte di un'emissione comune | TdR = emissione comune 50º anniversario dei Trattati di Roma              |      |     |     |     |      |      |     |      |      |     |     |      |      |     |     |      |      |     |     |     |     |     |     |      |      |     |     |      |
| Moneta/e programmata/e (n) | UEM = emissione comune 10º anniversario dell'Unione economica e monetaria |      |     |     |     |      |      |     |      |      |     |     |      |      |     |     |      |      |     |     |     |     |     |     |      |      |     |     |      |
| Moneta/e non emessa/e | 10º = emissione comune 10º anniversario delle banconote e monete in euro  |      |     |     |     |      |      |     |      |      |     |     |      |      |     |     |      |      |     |     |     |     |     |     |      |      |     |     |      |
| non ancora parte della zona euro / non in grado di coniare monete | 30° = emissione comune 30º anniversario della Bandiera europea            |      |     |     |     |      |      |     |      |      |     |     |      |      |     |     |      |      |     |     |     |     |     |     |      |      |     |     |      |
| | 35° = emissione comune 35º anniversario del Programma Erasmus             |      |     |     |     |      |      |     |      |      |     |     |      |      |     |     |      |      |     |     |     |     |     |     |      |      |     |     |      |

### Anno 2004
Nel 2004 sono state emesse 6 monete.
La Grecia è il primo paese ad emettere una moneta da 2 euro commemorativa, dedicata ai Giochi della XXVIII Olimpiade.

### Anno 2005
Nel 2005 sono state emesse 8 monete.

### Anno 2006
Nel 2006 sono state emesse 7 monete.
La Germania inizia l'emissione della I serie dedicata ai Länder tedeschi.

### Anno 2007
Nel 2007 sono state emesse 8 monete.
Per la prima volta viene emessa una moneta comune per celebrare il 50º anniversario della firma dei Trattati di Roma. La particolarità di tali monete è quella di presentare un disegno unico, e di differire solo per la dicitura dello stato emittente. A questa regola si astiene il Lussemburgo che presenta, sulla propria moneta, un ologramma in rilievo del granduca Enrico in parziale sovrapposizione al tema comune.

### Anno 2008
Nel 2008 sono state emesse 10 monete.
È datata 2008 la moneta protagonista del più famoso errore di conio: alcuni esemplari della moneta tedesca raffigurante la Chiesa di San Michele ad Amburgo riportano, nel dritto, la vecchia faccia comune utilizzata fino al 2006.

### Anno 2009
Nel 2009 sono state emesse 10 monete.
Viene emessa la seconda moneta comune per celebrare il 10º anniversario dell'Unione economica e monetaria. Anche in questa occasione la moneta lussemburghese presenta un ologramma in rilievo del granduca Enrico in parziale sovrapposizione al tema comune.

### Anno 2010
Nel 2010 sono state emesse 12 monete.
La Spagna inizia l'emissione della serie dedicata ai siti spagnoli Patrimonio dell'umanità UNESCO.

### Anno 2011
Nel 2011 sono state emesse 16 monete.
Malta inizia l'emissione della serie dedicata alla sua storia costituzionale.

### Anno 2012
Nel 2012 sono state emesse 14 monete.
Viene emessa la terza moneta comune per celebrare il 10º anniversario dell'introduzione in circolazione delle banconote e monete in euro. Anche in questa occasione la moneta lussemburghese presenta un ologramma in rilievo del granduca Enrico in parziale sovrapposizione al tema comune. A questa serie comune partecipa anche San Marino, che nelle precedenti emissioni congiunte era rimasto escluso.
Il 2012 è anche l'anno in cui la Commissione europea modifica la legge di regolamentazione dell'emissione di monete commemorative, apportando la possibilità per gli stati membri di emettere una seconda moneta da 2 euro nello stesso anno (esclusa quella per l'edizione congiunta). Il Lussemburgo è il primo Paese a sfruttare questa possibilità con un'emissione per commemorare il matrimonio del principe Guglielmo, futuro granduca del Lussemburgo.

### Anno 2013
Nel 2013 sono state emesse 23 monete.
Francia e Germania celebrano, con una moneta comune, il Trattato dell'Eliseo firmato da Charles de Gaulle e Konrad Adenauer nel 1963. Contrariamente a quanto avvenuto nel 2005, non è stata emessa un'intera serie di monete della Città del Vaticano dedicata alla sede vacante, ma soltanto una moneta da 2 euro commemorativa.

### Anno 2014
Nel 2014 sono state emesse 27 monete.

### Anno 2015
Nel 2015 sono state emesse 47 monete.
Viene emessa la quarta moneta comune per celebrare il 30º anniversario della Bandiera europea. Anche in questa occasione la moneta lussemburghese presenta un ologramma in rilievo del granduca Enrico in parziale sovrapposizione al tema comune. È di quest'anno l'emissione a più bassa tiratura di una moneta da 2 euro commemorativa: con soli 10.000 pezzi numerati, la moneta raffigurante il Palazzo dei Principi di Monaco risulta, tuttora, la più rara.

### Anno 2016
Nel 2016 sono state emesse 32 monete.
La Lettonia inizia l'emissione della serie dedicata alle sue regioni mentre Malta, esaurita la serie sulla sua storia costituzionale, inizia le serie "Dai bambini con Solidarietà" e un'altra dedicata ai suoi siti preistorici.

### Anno 2017
Nel 2017 sono state emesse 32 monete.

### Anno 2018
Nel 2018 sono state emesse 36 monete.
Estonia, Lettonia e Lituania celebrano il centenario dell'indipendenza degli Stati Baltici con una emissione comune.

### Anno 2019
Nel 2019 sono state emesse 32 monete.
Francia e Germania celebrano la caduta del muro di Berlino con l'emissione di 2 monete aventi lo stesso disegno, mentre la Lituania inizia la serie di monete dedicate alle sue regioni.

### Anno 2020
Nel 2020 sono state emesse 34 monete.

### Anno 2021
Nel 2021 sono state emesse 31 monete.

### Anno 2022
Nel 2022 sono state emesse 49 monete (ad oggi, l'anno più prolifico).
È stata emessa la quinta moneta comune per celebrare il 35º anniversario del Programma Erasmus.

### Anno 2023
Nel 2023 sono state emesse 36 monete.
La Germania inizia l'emissione della II serie dedicata ai Länder tedeschi.

### Anno 2024
Nel 2024 sono state emesse 35 monete.

### Anno 2025
Per il 2025 è confermata, al momento, l'emissione di 36 monete.
Analogamente al 2013 la Città del Vaticano dedica alla sede vacante, una moneta da 2 euro commemorativa; contrariamente a quanto avvenuto nel 2005, non è stata emessa un'intera serie di monete.

## Serie

### Serie Francia: Olimpiadi 2024
A partire dal 2021, la Francia celebra l'assegnazione delle Olimpiadi 2024 a Parigi con l'emissione di 4 monete, una per anno, fino al 2024. Ogni moneta rappresenta un atleta, sullo sfondo di alcuni dei più importanti monumenti-simbolo della città. Tutte le emissioni sono avvenute tramite coincard a tiratura limitata, non essendo previsto il normale circolo delle monete. Esterna alla serie, ma comunque affine, si riporta la moneta commemorativa (sempre del 2024) dedicata alla torcia olimpica.
| Anno | Numero | Tema            | Monumento                | Data emissione    |
| ---- | ------ | --------------- | ------------------------ | ----------------- |
| 2021 | 1      | Maratoneta      | Torre Eiffel             | 21 settembre 2021 |
| 2022 | 2      | Discobolo       | Arco di Trionfo          | 6 settembre 2022  |
| 2023 | 3      | Pugile          | Pont Neuf                | 10 gennaio 2023   |
| 2024 | 4      | Lotta libera    | Cattedrale di Notre-Dame | 9 gennaio 2024    |
| 2024 | Est.   | Torcia olimpica | Torcia olimpica          | 4 giugno 2024     |

### Serie Germania

#### Bundesländer I
Dal 2006 al 2022 la Germania ha emesso 16 monete denominate Die 16 Bundesländer der Bundesrepublik Deutschland e dedicate ai suoi 16 Stati federati. L'anno in cui è rappresentato uno specifico stato coincide con il turno di presidenza del Bundesrat.
| Anno | Numero | Stato                            | Tema                                   | Data emissione   |
| ---- | ------ | -------------------------------- | -------------------------------------- | ---------------- |
| 2006 | 1      | Schleswig-Holstein               | Holstentor a Lubecca                   | 3 febbraio 2006  |
| 2007 | 2      | Meclemburgo-Pomerania Anteriore  | Castello di Schwerin                   | 2 febbraio 2007  |
| 2008 | 3      | Amburgo                          | Chiesa di San Michele                  | 1º febbraio 2008 |
| 2009 | 4      | Saarland                         | Ludwigskirche a Saarbrücken            | 6 febbraio 2009  |
| 2010 | 5      | Brema                            | Municipio di Brema e Statua di Rolando | 29 gennaio 2010  |
| 2011 | 6      | Renania Settentrionale-Vestfalia | Duomo di Colonia                       | 28 gennaio 2011  |
| 2012 | 7      | Baviera                          | Castello di Neuschwanstein             | 3 febbraio 2012  |
| 2013 | 8      | Baden-Württemberg                | Monastero di Maulbronn                 | 1º febbraio 2013 |
| 2014 | 9      | Bassa Sassonia                   | Chiesa di San Michele a Hildesheim     | 7 febbraio 2014  |
| 2015 | 10     | Assia                            | Paulskirche a Francoforte sul Meno     | 30 gennaio 2015  |
| 2016 | 11     | Sassonia                         | Zwinger a Dresda                       | 5 febbraio 2016  |
| 2017 | 12     | Renania-Palatinato               | Porta Nigra a Treviri                  | 3 febbraio 2017  |
| 2018 | 13     | Berlino                          | Castello di Charlottenburg             | 30 gennaio 2018  |
| 2019 | -      | -                                | 70º anniversario del Bundesrat         | 29 gennaio 2019  |
| 2020 | 14     | Brandeburgo                      | Palazzo di Sanssouci a Potsdam         | 28 gennaio 2020  |
| 2021 | 15     | Sassonia-Anhalt                  | Duomo di Magdeburgo                    | 10 maggio 2021   |
| 2022 | 16     | Turingia                         | Castello di Wartburg a Eisenach        | 25 gennaio 2022  |

#### Bundesländer II
A partire dal 2023, la Germania ha emesso una nuova serie di monete dedicate ai suoi 16 Stati federati nell'anno della rispettiva presidenza al Bundesrat. Sebbene non sia ancora stato rivelato integralmente il programma, si presuppone che, su ogni moneta, verrà raffigurato un monumento del relativo Stato, diverso da quello riportato nella prima serie (Bundesländer I).
| Anno | Numero | Stato                           | Tema                            | Data emissione  |
| ---- | ------ | ------------------------------- | ------------------------------- | --------------- |
| 2023 | 1      | Amburgo                         | Elbphilharmonie ad Amburgo      | 24 gennaio 2023 |
| 2024 | 2      | Meclemburgo-Pomerania Anteriore | Königsstuhl nell'Isola di Rügen | 9 gennaio 2024  |
| 2025 | 3      | Saarland                        | Ansa del fiume Saar a Mettlach  | 16 gennaio 2025 |

### Serie Lettonia: Regioni storiche
Nel 2018 la Lettonia ha celebrato il 100º anniversario dell'indipendenza emettendo, dal 2016 al 2018, 4 monete dedicate alle sue regioni storiche. Una successiva emissione, a completamento della serie, è prevista per la seconda parte del 2025.
| Anno | Numero | Tema      | Data emissione     |
| ---- | ------ | --------- | ------------------ |
| 2016 | 1      | Livonia   | 15 novembre 2016   |
| 2017 | 2      | Curlandia | 14 novembre 2017   |
| 2017 | 3      | Letgallia | 14 novembre 2017   |
| 2018 | 4      | Semgallia | 26 settembre 2018  |
| 2025 | 5      | Selonia   | TBD Settembre 2025 |

### Serie Lituania: Regioni etnografiche
Nel 2019 la Lituania ha cominciato l'emissione di 5 monete dedicate alle sue regioni etnografiche.
| Anno | Numero | Tema            | Data emissione    |
| ---- | ------ | --------------- | ----------------- |
| 2019 | 1      | Samogizia       | 10 settembre 2019 |
| 2020 | 2      | Aukštaitija     | 16 settembre 2020 |
| 2021 | 3      | Dzūkija         | 9 settembre 2021  |
| 2022 | 4      | Sudovia         | 20 dicembre 2022  |
| 2025 | 5      | Lituania minore |                   |

### Serie Malta

#### Storia costituzionale
Dal 2011 al 2015 Malta ha emesso 5 monete dedicate alla sua storia costituzionale.
| Anno | Numero | Tema                                             | Data emissione  |
| ---- | ------ | ------------------------------------------------ | --------------- |
| 2011 | 1      | Prima elezione dei rappresentanti nel 1849       | 17 ottobre 2011 |
| 2012 | 2      | Rappresentanza maggioritaria nel 1887            | 15 ottobre 2012 |
| 2013 | 3      | Istituzione del Governo autonomo nel 1921        | 25 ottobre 2013 |
| 2014 | 4      | Indipendenza dal Regno Unito nel 1964            | 29 ottobre 2014 |
| 2015 | 5      | Proclamazione della Repubblica di Malta nel 1974 | 5 ottobre 2015  |

#### Dai Bambini con Solidarietà
Dal 2016 al 2020 Malta ha emesso 5 monete denominate Mit-tfal b'Solidarjetà (Dai Bambini con Solidarietà).
| Anno | Numero | Tema                 | Data emissione   |
| ---- | ------ | -------------------- | ---------------- |
| 2016 | 1      | Amore                | 5 dicembre 2016  |
| 2017 | 2      | Pace                 | 13 novembre 2017 |
| 2018 | 3      | Patrimonio culturale | 7 novembre 2018  |
| 2019 | 4      | Tradizioni           | 21 ottobre 2019  |
| 2020 | 5      | Giochi               | 14 dicembre 2020 |

#### Siti preistorici
Dal 2016 al 2022 Malta ha emesso 7 monete dedicate ai suoi siti preistorici.
| Anno | Numero | Tema         | Data emissione    |
| ---- | ------ | ------------ | ----------------- |
| 2016 | 1      | Gigantia     | 22 settembre 2016 |
| 2017 | 2      | Hagar Qim    | 27 giugno 2017    |
| 2018 | 3      | Menaidra     | 20 luglio 2018    |
| 2019 | 4      | Ta Hagrat    | 22 luglio 2019    |
| 2020 | 5      | Scorba       | 27 luglio 2020    |
| 2021 | 6      | Tarscen      | 26 ottobre 2021   |
| 2022 | 7      | Hal Saflieni | 17 novembre 2022  |

#### Cittadelle fortificate
Dal 2024 Malta emette monete dedicate alle sue cittadelle fortificate (nome provvisorio).
| Anno | Numero | Tema                       | Data emissione |
| ---- | ------ | -------------------------- | -------------- |
| 2024 | 1      | Cittadella di Gozo         | 26 agosto 2024 |
| 2025 | 2      | Città fortificata di Mdina | 15 maggio 2025 |

#### Fauna Maltese
Dal 2024 Malta emette monete dedicate alla fauna autoctona maltese.
| Anno | Numero | Tema                   | Data emissione |
| ---- | ------ | ---------------------- | -------------- |
| 2024 | 1      | Ape mellifera di Malta | 26 agosto 2024 |
| 2025 | 2      | Bue maltese            | 15 maggio 2025 |

### Serie Spagna: Patrimoni dell'umanità UNESCO
Nel 2010 la Spagna ha iniziato la serie commemorativa dedicata ai suoi Patrimoni dell'umanità riconosciuti dall'UNESCO. Con 49 siti ufficialmente riconosciuti, la serie potrebbe durare almeno fino al 2058. L'ordine in cui uno specifico sito è rappresentato sulla moneta coincide con l'anno di iscrizione del sito nella lista dei Patrimoni dell'umanità UNESCO.
| Anno | Numero | Tema                                                                  | Patrimonio UNESCO                                                          | Anno iscrizione | Data emissione   |
| ---- | ------ | --------------------------------------------------------------------- | -------------------------------------------------------------------------- | --------------- | ---------------- |
| 2010 | 1      | Grande moschea di Cordova                                             | Centro storico di Cordova                                                  | 1984            | 3 marzo 2010     |
| 2011 | 2      | Patio de los Leones                                                   | Alhambra, Generalife e Albayzín, Granada                                   | 1984            | 21 febbraio 2011 |
| 2012 | 3      | Cattedrale di Burgos                                                  | Cattedrale di Burgos                                                       | 1984            | 3 febbraio 2012  |
| 2013 | 4      | Monastero dell'Escorial                                               | Monastero e sito di El Escorial                                            | 1984            | 2 marzo 2013     |
| 2014 | 5      | Parco Güell                                                           | Opere di Antoni Gaudí                                                      | 1984            | 17 marzo 2014    |
| 2015 | 6      | Bisonte, pittura murale nella Grotta di Altamira                      | Grotta di Altamira e arte rupestre paleolitica della Spagna settentrionale | 1985            | 2 febbraio 2015  |
| 2016 | 7      | Acquedotto di Segovia                                                 | Città vecchia di Segovia e il suo acquedotto                               | 1985            | 29 febbraio 2016 |
| 2017 | 8      | Chiesa di Santa Maria del Naranco a Oviedo                            | Monumenti di Oviedo e del Regno delle Asturie                              | 1985            | 6 febbraio 2017  |
| 2018 | 9      | Scultura di Santiago e Cattedrale di Santiago di Compostela           | Santiago di Compostela (città vecchia)                                     | 1985            | 7 febbraio 2018  |
| 2019 | 10     | Mura di Avila                                                         | Città vecchia di Avila, con le sue chiese fuori le mura                    | 1985            | 20 febbraio 2019 |
| 2020 | 11     | Torre della chiesa del Salvador a Teruel                              | Architettura mudéjar d'Aragona                                             | 1986            | 10 giugno 2020   |
| 2021 | 12     | Puerta del Sol e dettaglio architettonico della Sinagoga del Tránsito | Città storica di Toledo                                                    | 1986            | 10 marzo 2021    |
| 2022 | 13     | Roque de Agando e un dettaglio della foresta di laurisilva            | Parco nazionale di Garajonay                                               | 1986            | 23 marzo 2022    |
| 2023 | 14     | Panorama del centro storico dalla Plaza Mayor                         | Città vecchia di Cáceres                                                   | 1986            | 28 marzo 2023    |
| 2024 | 15     |                                                                       | Cattedrale, Alcazar e Archivio Generale delle Indie a Siviglia             | 1987            | 12 marzo 2024    |
| 2025 | 16     |                                                                       | Città vecchia di Salamanca                                                 | 1988            | 10 marzo 2025    |